# Herman Roelvink

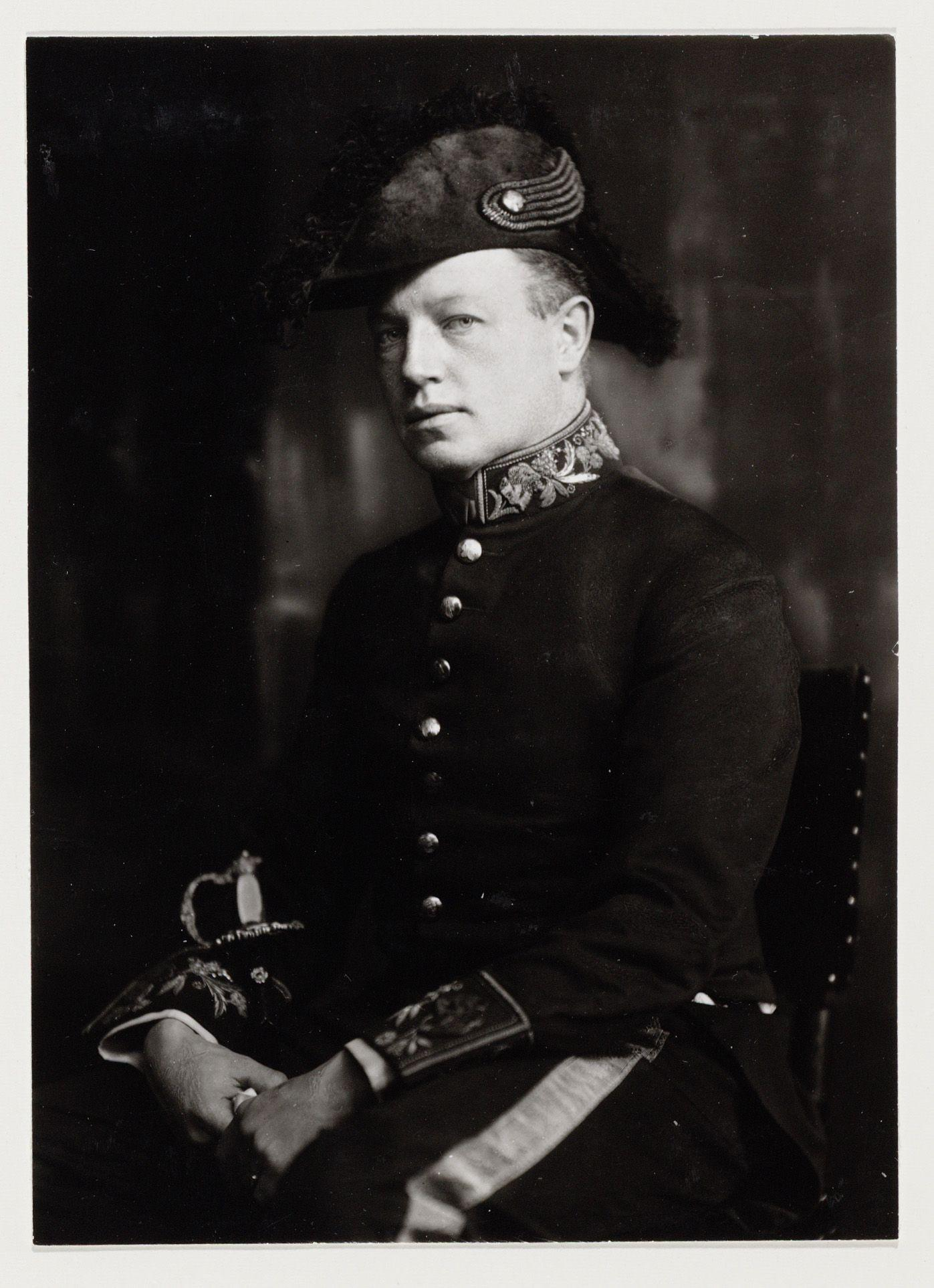
Herman Roelvink, 1915

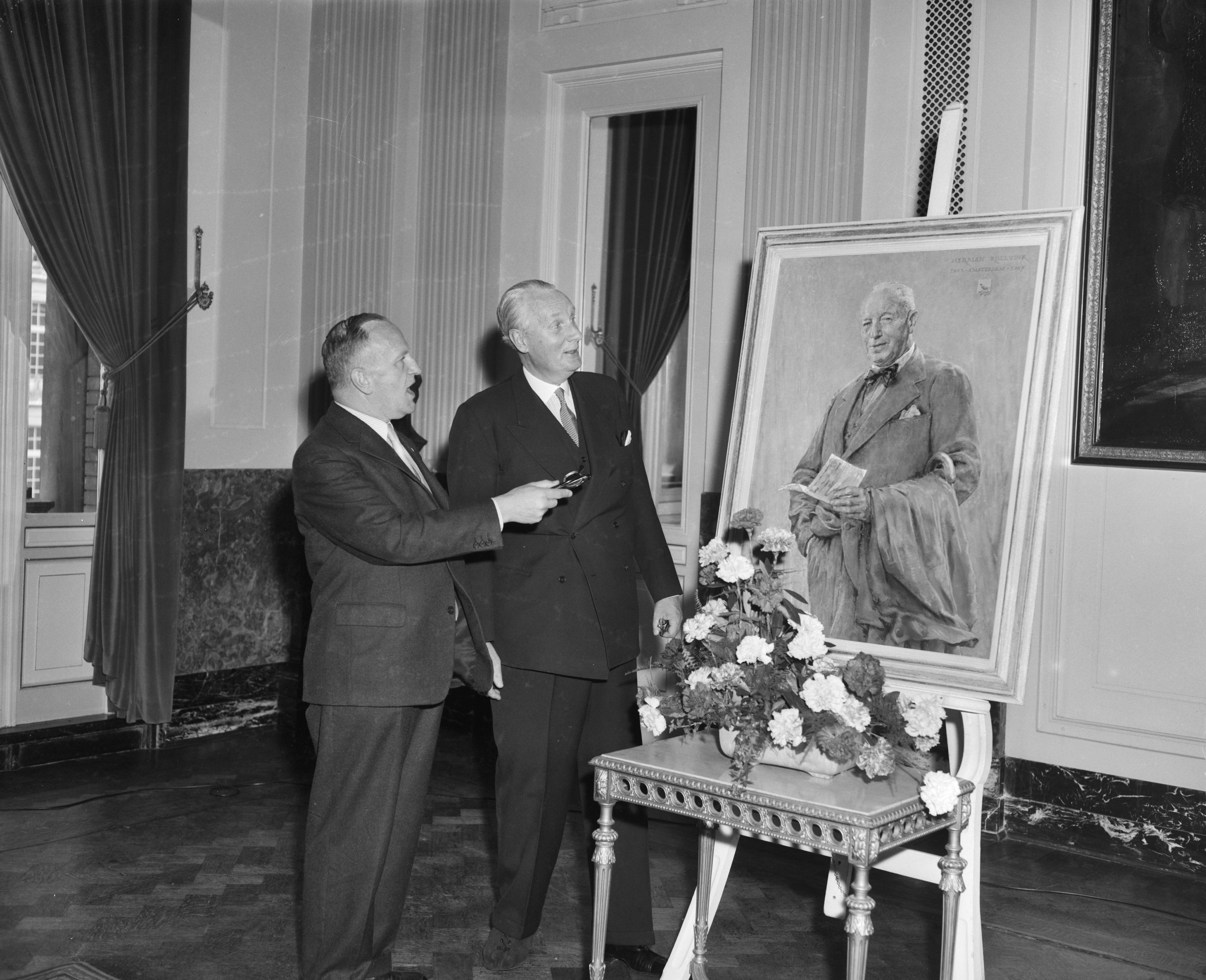
Übergabe eines Gemäldes seiner Person am 8. Mai 1959 an die Gemeinde Amsterdam

Herman Christiaan Jurriaan Roelvink (* 24. September 1883 in Amsterdam; † 3. Juli 1957 ebenda) war ein niederländischer Dramatiker und Schauspieler.
Er studierte in Delft und an der Harvard University. Zunächst schrieb er unter seinem Pseudonym Donaert van Elten. 1905 wird sein Lustspiel Agnes Lente von Delfter Studenten auf die Bühne gebracht. Rika Hopper übernahm hier die Hauptrolle.
Er war zweiter Vorsitzender der Koninklijke Vereeniging Het Nederlandsch Tooneel sowie von 1913 bis 1919 ihr künstlerischer Leiter.
Am 12. September 1953 wurde ihm der Orden von Oranien-Nassau als Ritter verliehen.
Sein Grab befindet sich auf dem Friedhof Westerveld in Driehuis (Velsen).

## Aufgeführte Werke
- Agnes Lente, Lustspiel, sein Erstwerk, unter Pseudonym
- De Stormvogel (1906) Lustspiel, unter Pseudonym

Unter seinem richtigen Namen verfasste er
- De gordel van Hippolyta
- Freuleken, Komödie
- Lentewolken (Lustspiel)
- De Sterksten
- Mrs O., Lustspiel
- Een goed humeur
- Allah Karim
- Het galgemaal, Komödie
- En Toch
- De Egoisten
- Hoe was 't ook weer?

## Nicht aufgeführte Werke
- De Verzoening
- Letitia
- De Mannen van Mary
- Uitverkoop
- Grootmoeder komt negen nachten
- Dutch William, eine Woche vor seinem Tod vollendet